# Стратегічна група радників з підтримки реформ
Стратегі́чна гру́па ра́дників з підтри́мки рефо́рм — команда іноземних та українських фахівців, під головуванням архітекторів успішних системних реформ Лешека Бальцеровича (Польща) та Івана Міклоша (Словаччина).
Група створена 18 квітня 2016 року.
Група брала активну участь в розробці Плану дій уряду, що був презентований Прем'єр-Міністром України у травні 2016 року.
15 вересня Група завершила роботу на Пакетом ключових реформ, який був переданий Прем'єр-Міністру, Президенту та до Верховної Ради України.

## Місія Групи
Місією Групи є сприяння добробуту кожного українця через надання консультацій Уряду України щодо проведення реформ в найбільш ефективний спосіб, базуючись на реальному досвіді успішних економічних реформ Польщі та Словаччини.

## Пріоритети діяльності
Серед пріоритетів діяльності сім ключових напрямків: реформа державних фінансів (бюджетний процес та податкова реформа); приватизація; судова реформа і реформа прокуратури; реформа державного управління; реформа держпідприємств; земельна реформа.

## Склад групи
- Лешек Бальцерович (до квітня 2016).
- Іван Міклош
- Павло Кухта — заступник керівника
- Єжи Міллєр
- Мирослав Чех
- Андрій Бойцун
- Карел Хірман
- Люба Бердслі
- Олександр Шкурла
- Ярослав Железняк
- Злата Федорова
- Віктор Пинзеник — асоційований член[17][18]

## Фінансування
Фінансується коштом міжнародних донорів.

## Співпраця з органами влади
Група перебуває в безпосередньому контакті з Кабінетом Міністрів України, Адміністрацією Президента, Верховною Радою.
Група не підтримує жодні політичні партії чи політичних лідерів.